# 米斯屈尔迪
米斯屈尔迪（法語：Musculdy，法語發音：[myskyldi]）是法国大西洋比利牛斯省的一个市镇，属于奥洛龙-圣玛丽区。

## 地理
米斯屈尔迪（43°11'48"N, 0°57'58"W）面积24.06 平方千米，位于法国新阿基坦大区大西洋比利牛斯省，该省份为法国东南部省份，涵盖了贝阿恩与北巴斯克，西临大西洋比斯開灣，北至朗德省，东北接热尔省，东临上比利牛斯省，南与西班牙接壤。
与米斯屈尔迪接壤的市镇（或旧市镇、城区）包括：欧叙吕克、奥迪亚尔普、帕戈勒、圣瑞斯特-伊巴尔。
米斯屈尔迪的时区为UTC+01:00、UTC+02:00（夏令时）。

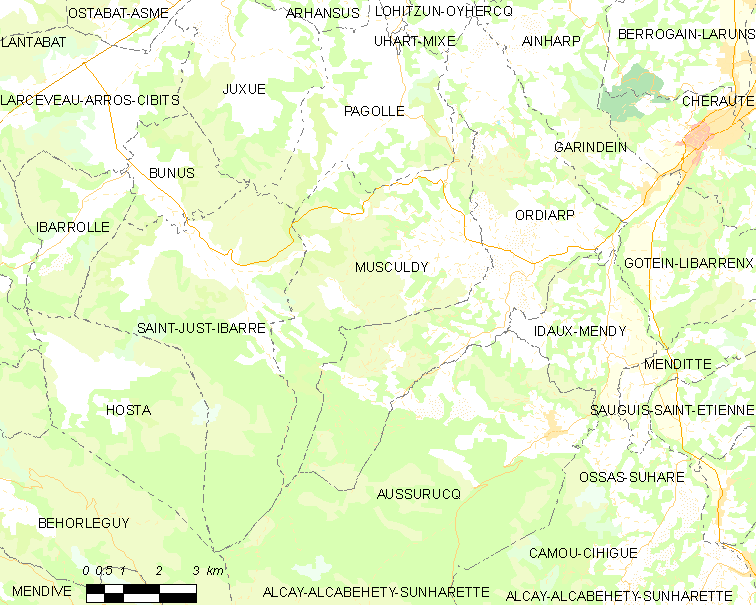
米斯屈尔迪的OSM定位图

## 行政
米斯屈尔迪的邮政编码为64130，INSEE市镇编码为64411。

## 政治
米斯屈尔迪所属的省级选区为巴斯克山地县。

## 人口

1962-2008年间米斯屈尔迪人口变化图示

米斯屈尔迪于2022年1月1日时的人口数量为225人。